# Municipio de Bigfork
El municipio de Bigfork (en inglés: Bigfork Township) es un municipio ubicado en el condado de Itasca, en el estado estadounidense de Minnesota. En el año 2010 tenía una población de 321 habitantes y una densidad de 2,48 personas por km².

## Geografía
El municipio de Bigfork se encuentra ubicado en las coordenadas 47°47′5″N 93°43′9″O / 47.78472, -93.71917. Según la Oficina del Censo de los Estados Unidos, el municipio tiene una superficie total de 129.42 km², de la cual 128,27 km² corresponden a tierra firme y (0,89 %) 1,15 km² es agua.

## Demografía
Según el censo de 2010, había 321 personas residiendo en el municipio de Bigfork. La densidad de población era de 2,48 hab./km². De los 321 habitantes, el municipio de Bigfork estaba compuesto por el 98,44 % blancos, el 0,31 % eran afroamericanos, el 0,62 % eran amerindios y el 0,62 % eran de una mezcla de razas. Del total de la población el 0,31 % eran hispanos o latinos de cualquier raza.